# Ildar Abdrazakov
Ildar Amírovich Abdrazákov (en ruso: Ильда́р Ами́рович Абдраза́ков; en baskir: Абдразаҡов Илдар Әмир улы, Abdrazaqov İldar Ämir ulı; 26 de septiembre de 1976) es un cantante de ópera con voz de bajo-barítono.

## Biografía
Abdrazákov nació en Ufá, la capital de la República de Bashkortostán dentro de la Federación de Rusia. Su hermano mayor, Askar, también es un bajo de ópera profesional; han actuado juntos, sobre todo en la Ópera Nacional de Washington. Sus padres eran ambos artistas: su madre es pintora, y su padre (fallecido) fue director de cine. Se unió al Teatro de Ópera y Ballet de Bashkortostán después de graduarse del Instituto Estatal de Artes de Ufá. Ganó una serie de concursos vocales a fines de la década de 1990, incluido el Gran Premio de Moscú, el Concurso Internacional de Voz Glinka, el Concurso Internacional Rimski-Kórsakov y el Concurso Internacional Obraztsova. La victoria de Abdrazákov en 2000 en el Concurso Internacional de Televisión María Callas en Parma lo llevó a su recital debut en el Teatro de La Scala en 2001. 
En 2014, apareció como Fiódor Chaliapin en la película de comedia Yolki 1914 del director Timur Bekmambétov.

## Opera y conciertos
Debutó en la Metropolitan Opera en 2004 en Don Giovanni con James Levine y desde entonces ha aparecido allí regularmente. En 2008–09 encabezó una nueva producción de Atila de Verdi y en 2011 debutó como Enrique VIII en una nueva producción de Anna Bolena de Donizetti con Anna Netrebko. En la temporada 2004–05, se unió a Riccardo Muti en el concierto para la reapertura del Teatro de La Scala y cantó el papel de Moisés en una producción de Moïse et Pharaon de Rossini. La producción fue grabada y lanzada en CD y DVD. En 2009, hizo su debut en el Festival de Salzburgo con el mismo papel; La nueva producción también fue dirigida por Muti. Abdrázakov apareció por primera vez en la Royal Opera House de Londres en 2009, interpretando el Requiém de Verdi en concierto con Antonio Pappano, y desde entonces regresó allí para cantar a Don Basilio en Il barbiere di Siviglia de Rossini. En la temporada 2012-13, interpretó los papeles principales en la obra Don Giovanni en la Ópera Nacional de Washington y la Ópera Metropolitana, así como en Le nozze di Figaro en el Met.
En el Teatro Mariinsky, ha interpretado el personaje principal y a Leporello en Don Giovanni de Mozart; Méphistophélès en la obra de Gounod, Fausto y en la  de Berlioz, La condenación de Fausto; a Oroveso en la Norma de Bellini; a Selim en Il turco en Italia de Rossini; y Assur en Semiramide. Además de Atila, los otros personajes de Verdi interpretados por Abdrazákov incluyen a Banquo en Macbeth, Walter en Luisa Miller y el personaje principal en Oberto. También ha actuado en el Liceu de Barcelona, el Teatro Real de Madrid, la Opéra Bastille en París, la Ópera de San Francisco, la Ópera Nacional de Washington y la Ópera de Los Ángeles. En escenarios de concierto, ha dado recitales en Rusia, Italia, Japón y Estados Unidos, y ha actuado con orquestas como la Sinfónica de Chicago, la Filarmónica de Viena, la Orquesta Gewandhaus de Leipzig, el Bayerischer Rundfunk, la Filarmónica de Róterdam, la Orquesta Nacional de France, la Orquesta Filarmónica de La Scala y la Accademia Nazionale di Santa Cecilia de Roma. Ha colaborado con directores como Riccardo Muti, Valery Gergiev, James Levine, Gianandrea Noseda, Bertrand de Billy, Riccardo Frizza, Riccardo Chailly y Antonio Pappano. Ha interpretado el personaje principal en el Atila de Verdi en la apertura de la temporada 2018/2019 del Teatro La Scala, bajo la dirección de Riccardo Chailly y con David Livermore como director de escena.

## Repertorio
- Gioachino Rossini: Il barbiere di Siviglia (Don Bartolo), Moïse et Pharaon (Moïse), La italiana en Argel (Mustafá)
- Giuseppe Verdi: Nabucco (Zaccaria), Attila (Attila), Rigoletto (Sparafucile), La forza del destino (Padre Guardiano), Aida (Ramfis), Oberto, conte di San Bonifacio (Oberto)
- Arrigo Boito: Mefistofele (Mefistofele)
- Wolfgang Amadeus Mozart: Don Giovanni (Don Giovanni, Leporello)
- Giacomo Puccini: La bohème (Colline), Turandot (Timur)
- Luigi Canepa: Riccardo III (Riccardo III)

## Carrera discográfica
Abdrazákov ha grabado obras bajo varios sellos discográficos. Para Decca, ha grabado a Rossini con la Orquesta Sinfónica de Milán y el Réquiem de Verdi con la Orquesta Sinfónica de Chicago; para EMI Classics, grabó la misa de Cherubini con el Bayerischer Rundfunk; y para Chandos, ha grabado  la Suite en versos de Miguel Ángel Buonarroti de Shostakóvich y El caballero avaro de Rajmáninov ambos con la Filarmónica de la BBC. Sus lanzamientos en DVD incluyen Moïse et Pharaon de La Scala, Oberto de Bilbao, Norma de Parma, Mefistofele de San Francisco y Lucia di Lammermoor de la Metropolitan Opera. 